# Чупа-чупа
Чупа-чупа, или Матизия сердечная (лат. Matisia cordata) — плодовое дерево семейства Мальвовые.

## Описание

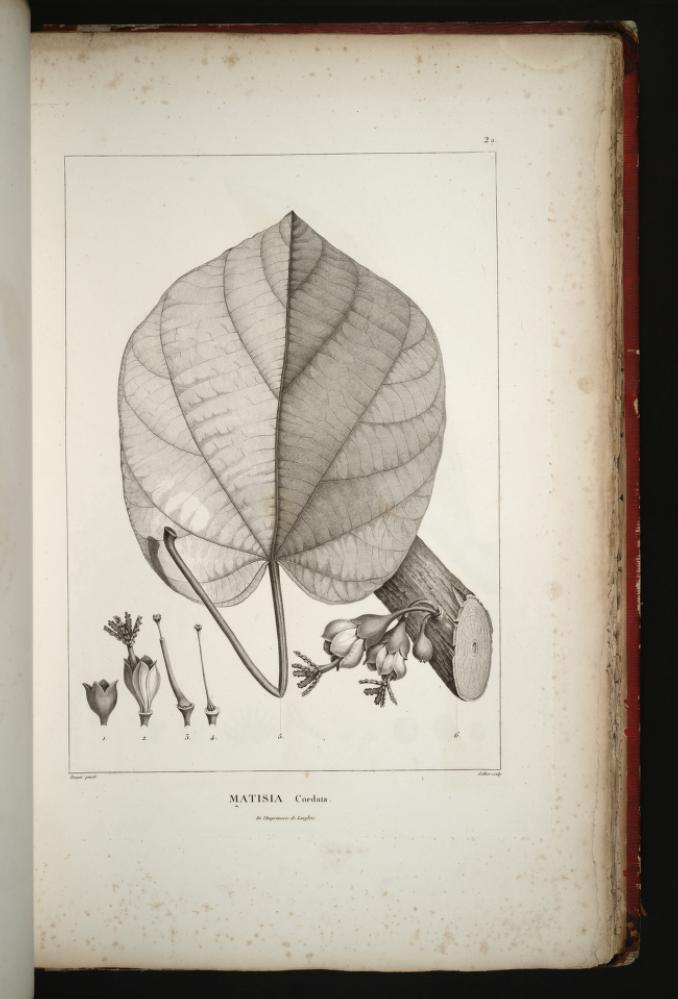
Ботаническая иллюстрация из книги Александра Гумбольдта и Эме Бонплана Plantes équinoxiales, recueillies au Mexique

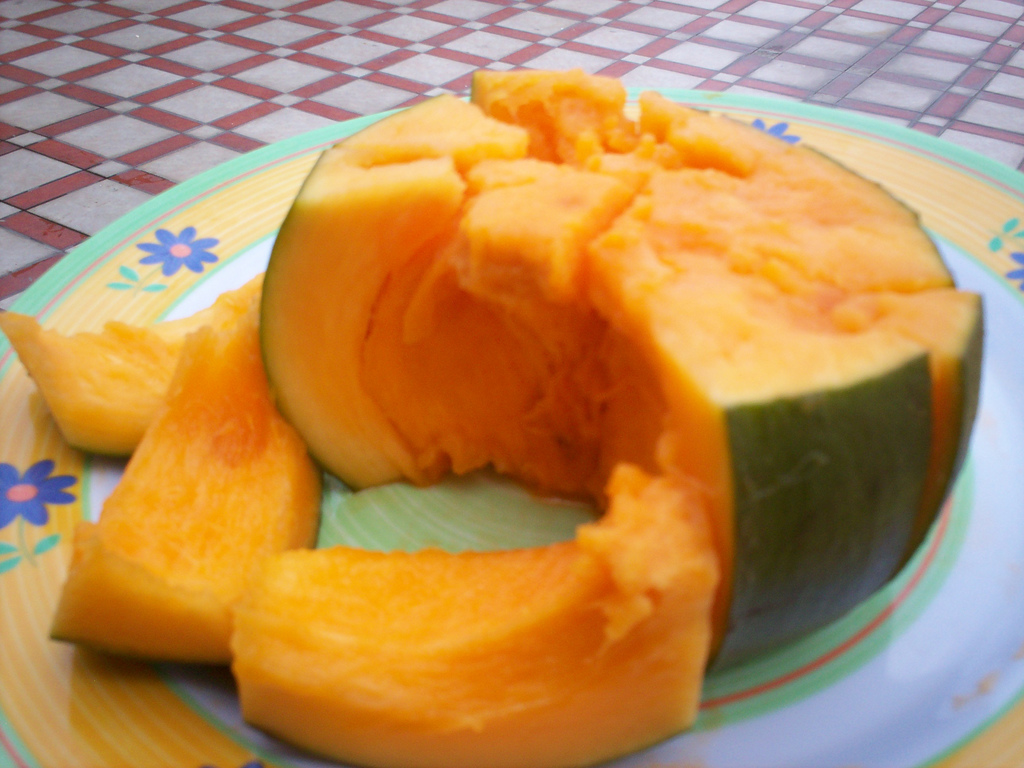
Фрукт чупа-чупа.

Чупа-чупа — быстрорастущее полулистопадное прямое дерево высотой 40–45 м (в культуре обычно не более 12 м) с сердцевидными листьями 15–30 см длиной. Плод овальный, с выделяющейся выпухлостью в верхушке, 10–14,5 см длиной и 8 см шириной, с толстой бархатистой зеленовато-коричневой корой. Мякоть оранжевая, сочная, ароматная, сладкая, мягкая, но сильно волокнистая, с 2–5 крупными семенами. Из семян исходят длинные волокна, простирающийся через весь плод.

## Распространение
Чупа-чупа растёт в диком виде в тропических лесах низменностей Перу, Эквадора и смежных районах Бразилии, Колумбии и Венесуэлы. Там же она в последнее время стала вводиться в культуру. Это растение — эндемик западной части Амазонской низменности, попытки его интродукции в другие места не увенчались успехом.

## Использование
Плоды Чупа-чупы съедобны в необработанном виде. Слабоволокнистые разновидности могут быть использованы для получения сока.